# Sałatka ziemniaczana

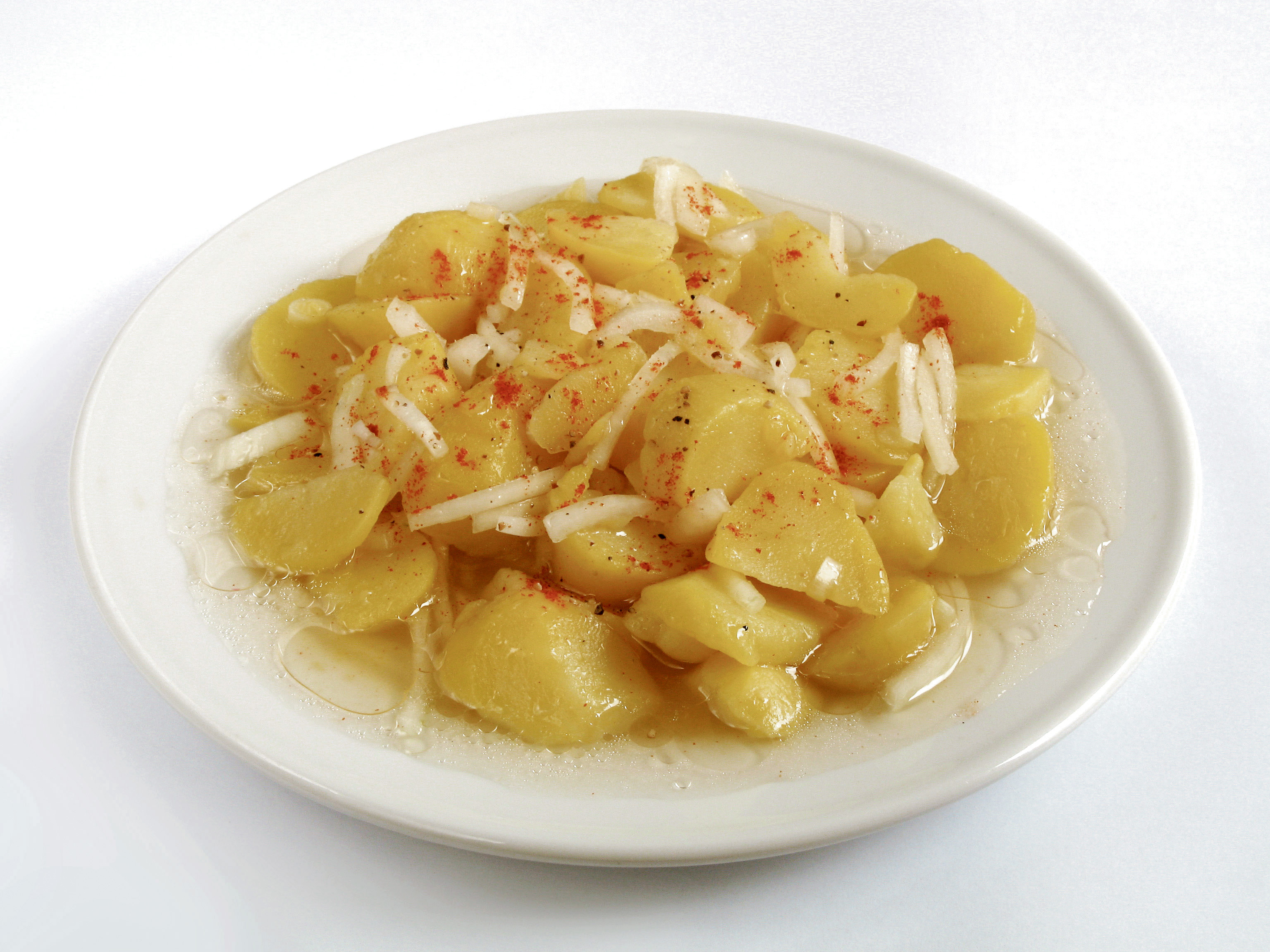
Sałatka ziemniaczana doprawiona octem i olejem

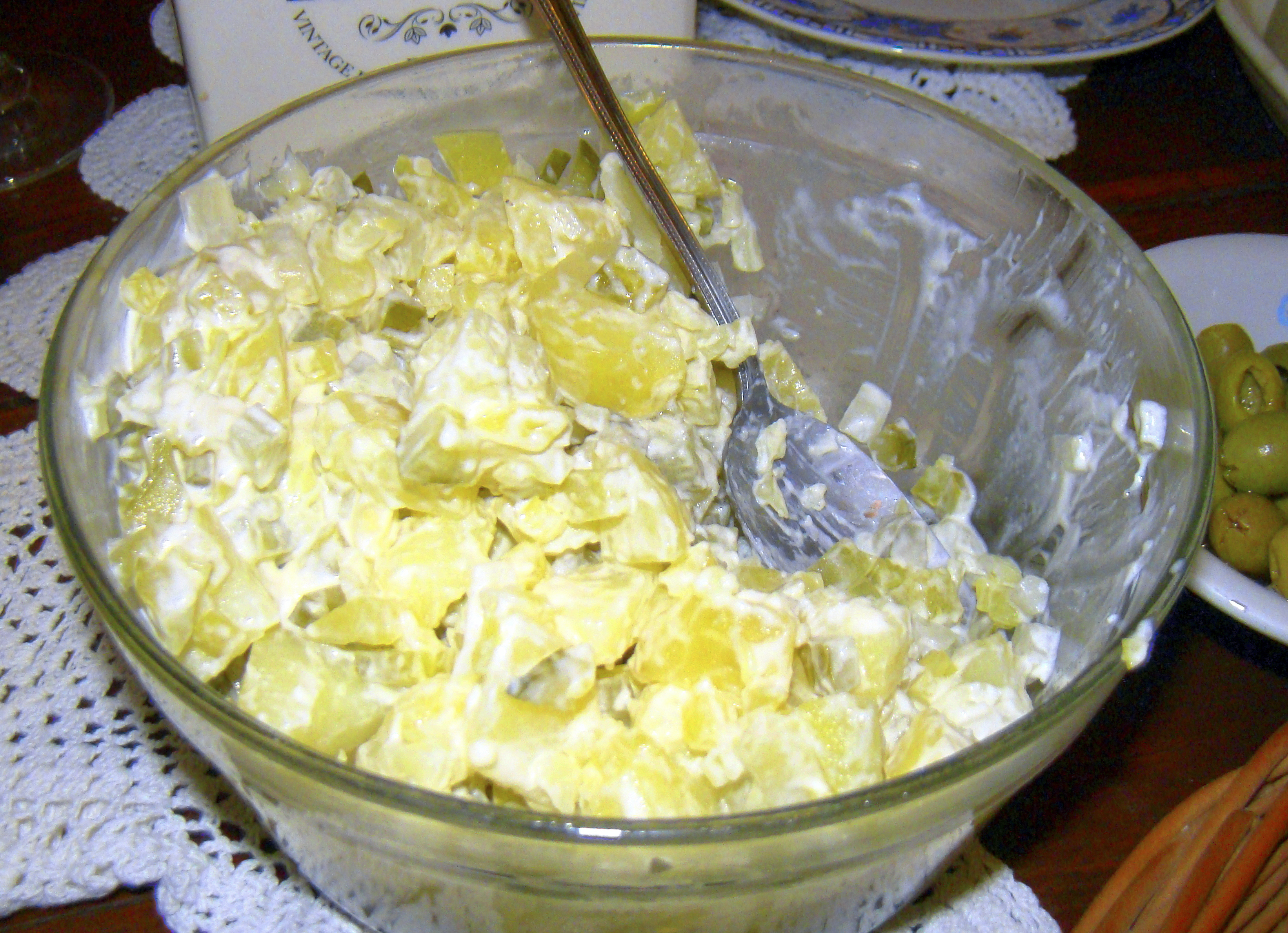
Sałatka ziemniaczana doprawiona majonezem

Sałatka ziemniaczana (niem. Kartoffelsalat) – potrawa kuchni niemieckich oraz kuchni pozostających pod wpływami niemieckimi. Sałatka przygotowywana jest przede wszystkim z ugotowanych i pokrojonych w kostkę ziemniaków oraz z posiekanej cebuli. Doprawiana jest olejem i octem (sokiem z cytryny) lub majonezem oraz solą i pieprzem. Sałatka ziemniaczana w wersji podstawowej, zaliczana jest do potraw postnych.
Inne opcjonalne dodatki to: marchew, pietruszka, seler korzeniowy, ogórki marynowane lub kiszone, a nawet kiełbasa, boczek wędzony lub filety śledziowe. Wersję doprawioną majonezem przygotowuje się zwykle dzień przed podaniem.
Przepis na sałatkę ziemniaczaną podał Jan Milikowski w wydanej przez siebie książce Potrawy z kartofli (1842). Lucyna Ćwierczakiewiczowa w swojej książce kucharskiej 365 obiadów (1860) podała przepis na „Sałatę z kartofli ze śledziami”. Na potrawę składały się ziemniaki ugotowane w mundurkach, niemaczane śledzie, ogórki konserwowe (korniszony), cebula, oliwa, ocet, sól, pieprz i cukier.

## Kartoffelsalat na liście polskich produktów tradycyjnych
Sałatka o nazwie „Kartoffelsalat” została wpisana 28 sierpnia 2006 na Listę produktów tradycyjnych Ministerstwa Rolnictwa i Rozwoju Wsi w kategorii „Gotowe dania i potrawy” w województwie opolskim. Potrawa ta bywa też nazywana „szałotem śląskim” lub „szałotem kartoflanym z boczkiem wędzonym”. Składają się na nią m.in. pokrojone w drobną kostkę ziemniaki, marchewki, ogórki kiszone, stopiony boczek wędzony i cebula. Jak podaje Ministerstwo, sałatkę tego typu można przygotować w wersji postnej, np. zastępując ogórek kiszony i boczek wędzony selerem korzeniowym i pietruszką, a do całości dodając majonez i musztardę. Zastępując zaś jedynie boczek drobno pokrojonymi śledziami w oleju otrzymuje się wersję podawaną m.in. podczas kolacji wigilijnej.